# 綠島小夜曲
《綠島小夜曲》是一首創作於臺灣的華語歌曲，也是第一首在台灣正式灌製成唱片的華語創作歌曲。此綠島不是指從前關押政治犯的原名“火燒島”的綠島，而是指臺灣島，此曲於1987年由南燕填上粵語歌詞後，改稱《友誼之光》，成為電影《監獄風雲》的主題曲。

## 创作者
本曲於1954年，由在中國廣播公司工作的周藍萍作曲、潘英傑作詞，描寫戀愛中的男女患得患失、起伏不定的心情；最早由秦晉（原名秦靜）灌錄，金錢唱片公司發行。
華僑電影公司1957年出品的《阿美娜》電影插曲，收錄的是由「寶島歌后」紀露霞在中廣《好農村》節目中所錄音的版本，當時她所詮釋的這首曲子獲得連續兩年中廣年度聽眾票選歌曲第一名。1958年，鳴鳳唱片將歌手紫薇在中廣的錄音製成唱片的版本，最初並沒有馬上走紅。後來菲律賓的萬國唱片公司把此歌引進菲律賓，在華人社會裡造成很大的轟動，還流行到其它南洋國家。1961年，四海唱片再次重新灌录此曲，仍由紫薇演唱，配合广播的播送，才在台灣開始流行起來。另名女歌手司馬音（1925-2001）也在EMI1960年出版的老歌合輯《流聲歲月》Vol.1中，於第15首收錄了司馬音版本的〈綠島小夜曲〉，此版的音色古舊，編曲完全依據晉秦版。
在此曲原作曲人周藍萍逝世40年以後（2011年），他的女兒周揚明經過多方查訪後證實，其實這首歌並不是描寫綠島監獄的歌曲。據周揚明指出，當年母親李慧倫生前都不讓她過問爸爸的事；直至李慧倫在兩年前辭世，她花了超過一年時間考證，探訪了爸爸昔日的老友田豐、李行、楊秉忠等人，意外發現這首歌是爸爸當年追求媽媽李慧倫所寫的情歌。
當時周藍萍進入中廣是經由楊秉忠介紹，楊秉忠告訴周揚明，周藍萍進入中廣後擔任歌詠指導，很快就有了知名度，後來到金甌女中兼課教唱歌，認識了在台北市金甌女中唸書的李慧倫。有一天，周藍萍對同事潘英傑、楊秉忠等人說，他想寫一首歌送人。當時楊秉忠知道周藍萍在追李慧倫，知道這歌是要送給李慧倫。潘英傑於是寫了「綠島小夜曲」歌詞，周藍萍譜曲，送給了李慧倫。
周揚明說，周藍萍初到台灣時，「他覺得這個島(台灣)綠意很多，所以〈綠島小夜曲〉他寫的是台灣」。但這個說法被質疑矛盾重重：第一，如果周藍萍要追李慧倫，應該自己填詞，找潘英傑代填有欠誠意；第二，詞是潘英傑填的，「綠島」是否指台灣，應該是潘英傑的主意，而不是周藍萍的主意。
曾另有一說指出，藍星詩社的詩人鄧禹平為該曲作詞，他還因這首歌被懷疑和綠島的政治犯有關；但此說並不可信。

## 翻唱歌手
重新演唱過的歌手有羅大佑、崔萍、顧媚、蔡幸娟、蔡琴、潘秀琼、奚秀蘭、甄妮、陳美齡、夢之旅演唱组合、卓依婷、夜菲、劉若英、鄭智化、趙鹏、鳳飛飛、謝采妘、鄧瑞霞、張偉文、青山、謝雷、肥媽、黃寶欣、華娃、徐小鳳、蘇小明、费玉清、黄红英、陈红、高胜美、齊豫、陳芬蘭、史逸欣、王晰、何文匯、周慧敏、李克勤等。

## 传播
1964年 多摩幸子 (日本) <乙女心に雨が降る> (日文)
1965年 潘迪華 (香港) < I am yours > (英文)
1967年 南紅, 靳永棠 (香港) <情花朵朵開> (粵語)
1968年 冼劍麗 (香港) <荷花千朵水裏開> (粵語)
1970年 鄭錦昌 (香港) <船員心聲> (粵語)
1970年 麗莎 (新加坡) <凄涼小夜曲> (粵語)
1974年 華娃 (香港) <如鈎新月挂天邊> (粵語, 詞同<情花朵朵開>)
1979年 薰妮 (香港) <失意最難忘> (粵語)
1980年 陳美齡 (香港) <春夢無痕> (粵語)
1987年 Maria Cordero (香港) <友誼之光> (粵語)
1987年 黃寳欣 (香港) <兩地情> (粵語, 詞同<友誼之光>)
1997年 陳浩德 (香港) <小夜曲> (粵語)
2011年 黃瑋 (馬來西亞) <都係好兄弟> (客家語)
年代不詳 李小珍 (新加坡) <一失足成千古恨> (潮州話)
在諸多翻唱版本中, 最爲出名, 流傳最廣的要數 1987年香港電影《監獄風雲》主題曲〈友誼之光〉，由南燕填寫粵語歌詞，並由Maria Cordero肥媽主唱，聲音雄渾激昂，如此唱腔在80年代粵語樂壇上並不常見，歌曲脍炙人口。在電影中，是用作囚犯出獄時唱的歌曲，但隨著電影大紅，香港人在畢業典禮、歡送會上經常合唱該曲，這傳統至今歷久不衰，維持至今，成為一個世代的集體回憶。該曲亦獲選1988年度香港電臺十大中文金曲第一名.

## 歌詞

### 綠島小夜曲（國語）
|  | 這綠島 像一隻船 在月夜裏搖啊搖 姑娘呀 你也在我 的心海裡飄啊飄 （情郎呀 你也在我 的心海裡飄啊飄） 讓我的歌聲 隨那微風 吹開了你的窗簾 讓我的衷情 隨那流水 不斷地向你傾訴 椰子樹的長影 掩不住我的情意 明媚的月光 更照亮了我的心 這 綠島的夜 已經 這樣沉靜 姑娘喲 你為什麽 還是 默默無語 （情郎喲 你為什麽 還是 默默無語） 情郎喲 姑娘喲 為什麽 默默無語 |

### 春夢留痕（粵語）
|  | 情意深深 早交予君 可记 从前誓盟 旧情尽化 一句歌 每怀人籍这歌韵 花朝月夕 两痴心 今宵泪痕新 漫步坭路上 忆当日 难再复寻那些足印 今宵踏月 花底又逢君 记得这儿附近 多少缠绵韵 爱意尽向君君 休向别人 当初送别 怕这一片心 似春梦无痕 清风阵阵 倍感清新 今宵似梦还是真 漫步坭路上 低声问 情爱为何多苦困 抛开一切负累 此刻我但愿抱紧 诉出满怀热望 想倾出每份爱心 这美妙片刻 终生也许再难寻 即使有恨 也甘心 盼春梦留痕 |

### 友誼之光（粵語）主唱：肥媽
|  | 人生於世上有幾個知己 多少友誼能長存 今日別離共你 雙雙兩握手 友誼常在你我心裡 今天且有暫別 他朝也定能聚首 縱使不能會面始終也是朋友 說有萬里山 隔阻兩地遙 不需見面 心中也知曉 友誼改不了 |

### 有所思（粵語）主唱：周慧敏、李克勤、何文匯
|  | 何文匯詞，倫永亮編曲 微風一縷輕輕到小窗 驚破悠悠夢魂 夜闌獨對一片空天 有盈盈月冷光浸 千山寂靜 鳥聲呼清音 掀起我別愁恨更深 一曲寄哀箏細傾憂與恨 徒惹蠟臺翠燭帶淚痕 幽香陣陣 清風送蕙蘭入冷襟 素影託弦上 絲絲印在我上 我心內暗傷 傷(他/她)似影去莫尋 懇請朗月 照好風到九天 為我今夜一俯瞰 |